# 이영호 (1978년)
이영호(1978년 6월 10일 ~ )은 대한민국의 배우이다.

## 이력
1984년 11월, 광고 모델 첫 데뷔하였으며 그의 대표작으로는 드라마 《하늘아 하늘아》, 《사춘기》, 《신세대 보고 - 어른들은 몰라요》, 《사랑이 꽃피는 교실》, 《왕과 비》, 《카이스트》, 《황금시대》, 《태조 왕건》, 《대조영》 등이 있다.
그는 1995년 KBS 《사랑이 꽃피는 교실》에서 하이틴 탤런트로 주목받기 시작하여 TV 드라마와 영화를 넘나들었다. 그는 2003년 단국대학교 연극영화학과에서 학사 학위를 받았다.

## 생애
초등학교 1학년 때였던 1985년에 내복 광고에 출연하면서 본격적인 연예인 활동이 시작됐다. 2년 후 1987년 MBC 주간드라마 《한지붕 세가족》에서 이건주, 양동근 등과 아울러 아역 연기자로써의 스포틀라이트를 받기 시작하였으며 이후 KBS 사극 드라마 《하늘아 하늘아》, MBC 청소년 드라마 《사춘기》, KBS 사극 드라마 《왕과 비》, MBC 사극 드라마 《허준》, SBS 드라마 《카이스트》, KBS 사극 드라마 《태조 왕건》에 출연하는 등 굵직한 배역들을 탄탄히 소화시켰다. 그 동안 다져온 연기력 덕분이었다.
이영호의 활동은 텔레비전 드라마에서 그치지 않고 영화 《찍히면 죽는다》에 조연한 경력도 가지고 있다. 2003년 말 군 입대하여 2005년 말 전역 후 인도 등 세계 각국을 여행하면서 잠시 활동을 중단하기도 했다. 그는 이 공백기 동안 긴 연예 활동에도 불구하고 이름이 잘 알려지지 않은 것 같다고 느껴 작명소에서 주민준이라는 예명으로 활동명을 변경한 후 자신의 10년지기 친구인 '황정현'이 대표직을 맡고있는 '매니저필보이' 소속으로 합류하여 본격적인 활동을 재개했다. 2010년에는 잠시 일본에서 R&B 가수 활동을 하기도 했다.

## 학력
- 서울장충초등학교 졸업
- 대경중학교 졸업
- 장충고등학교 졸업
- 단국대학교 연극영화학과 학사

## 출연작

### TV 드라마
- 1987년 MBC 일요아침드라마 《한지붕 세가족》
- 1988년 KBS 대하드라마 《하늘아 하늘아》 - 어린 사도장헌세자 이선 역
- 1988년 KBS 특집드라마 《조선백자 마리아상》
- 1990년 MBC 대하드라마 《대원군》 - 어린 영선군 이준 역
- 1991년 MBC 어린이드라마 《동요나라》 - 민수 역
- 1991년 KBS2 어린이드라마 《사랑의 학교》
- 1992년 SBS 주말극장 《두려움 없는 사랑》
- 1993년 MBC 주간드라마 《사춘기》 - 영호 역
- 1994년 KBS 대하드라마 《역사의 라이벌》
- 1995년 KBS 주간드라마 《신세대 보고 - 어른들은 몰라요》
- 1995년 KBS 주간드라마 《사랑이 꽃피는 교실》
- 1995년 KBS 대하드라마 《장녹수》 - 안양군 이항 역
- 1996년 KBS 주간드라마 《사랑이 꽃피는 계절》
- 1996년 KBS 《드라마 게임 - 아들과 연인》
- 1996년 KBS 주간드라마 《스타트》
- 1996년 KBS 대하드라마 《조광조》 - 윤원형 역
- 1997년 KBS 미니시리즈 《내안의 천사》
- 1998년 MBC 아침드라마 《맏이》
- 1998년 KBS 대하드라마 《왕과 비》 - 예종 역
- 2000년 MBC 대하드라마 《허준》 - 구안와사에 걸려 궁에서 허준의 치료를 받은 김예직(선조의 후궁인 공빈 김씨의 남동생) 역
- 2000년 SBS 일요드라마 《카이스트》
- 2000년 MBC 수목드라마 《황금시대》
- 2001년 KBS 대하드라마 《태조 왕건》 - 견훤의 둘째아들 양검 역
- 2007년 KBS 대하드라마 《대조영》 - 돌궐의 가한 묵철의 아들 이넬 역
- 2011년 KBS 대하드라마 《광개토태왕》 - 후연 황자 모용주 역
- 2015년 KBS 대하드라마 《징비록》 - 명나라의 육군 제독 유정 역

### 코미디 영화
- 《짬뽕 홍길동》(슈퍼 홍길동 4) - 솔이 역
- 《각시탈 형래와 깨비깨비 도깨비》 - 솔이 역
- 《포졸 형래와 벌레 3총사》 - 솔이 역
- 《우뢰매 6》(제3세대 우뢰매 6) - 차돌 역
- 《검객 산지니 1》(도시에 나타난 검객 산지니) - 산지니 역
- 《검객 산지니 2》(항구에 나타난 검객 산지니) - 산지니 역
- 《차렷 동작그만》
- 《짬뽕 기동대》
- 《심형래와 괴도 루팡》
- 《황금탈 형래와 땡초 도사》
- 《사부님 사부님》

### 연극
- 1999년 《햄릿》

### 정극 영화
- 2000년 영화 《찍히면 죽는다》 - 성욱 역
- 2019년 영화 《천문: 하늘에 묻는다》 - 방패군 역

### 뮤지컬
- 2002년 《홍가와라》

### CF
- 미니쉘
- 3.4 우유
- SK
- 대우컴퓨터
- 농심라면
- 제일제당
- 서울신문
- 63빌딩
- 오리온

## 홍보대사
- 2010년 세계대백제전 홍보대사